# Corvus albus

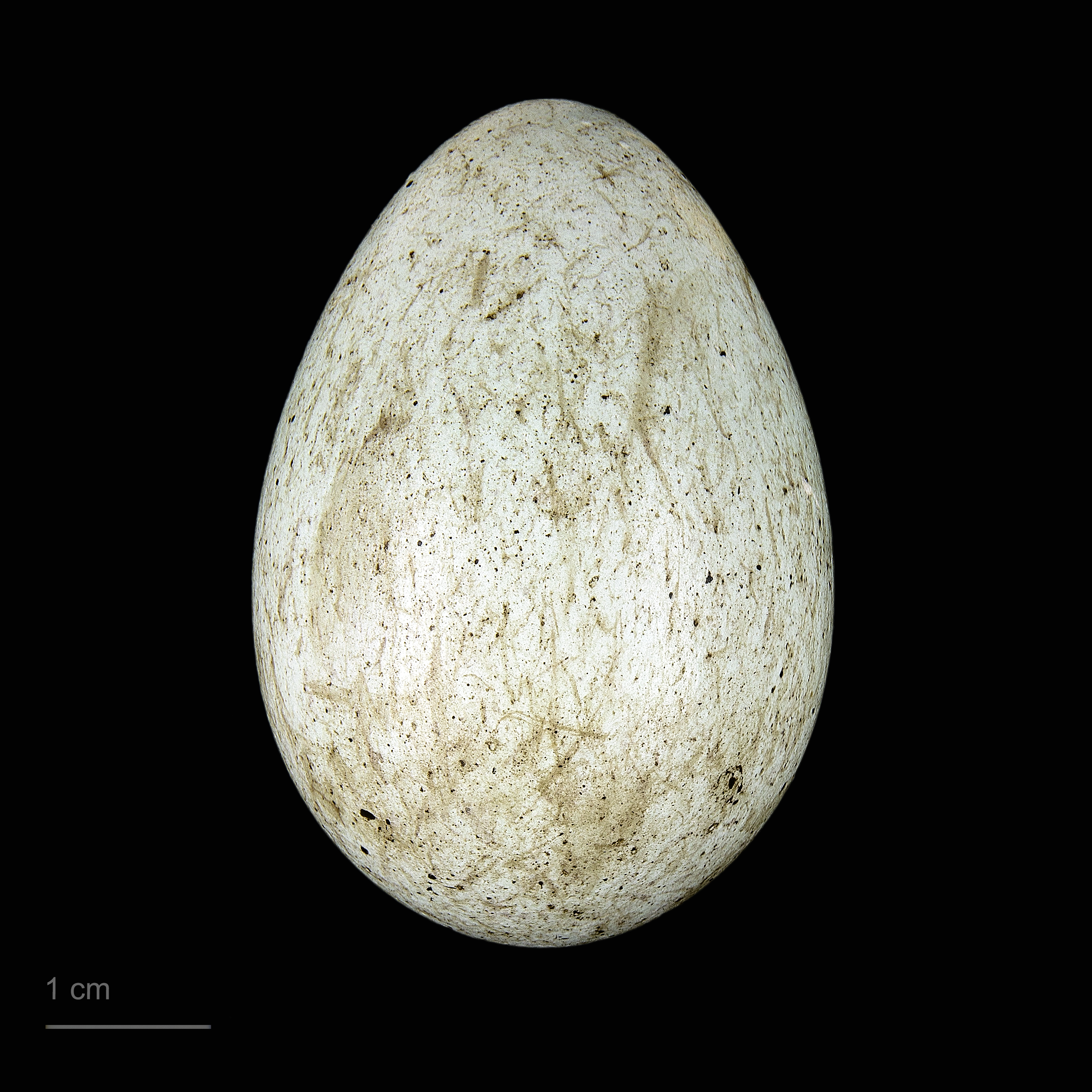
Corvus albus

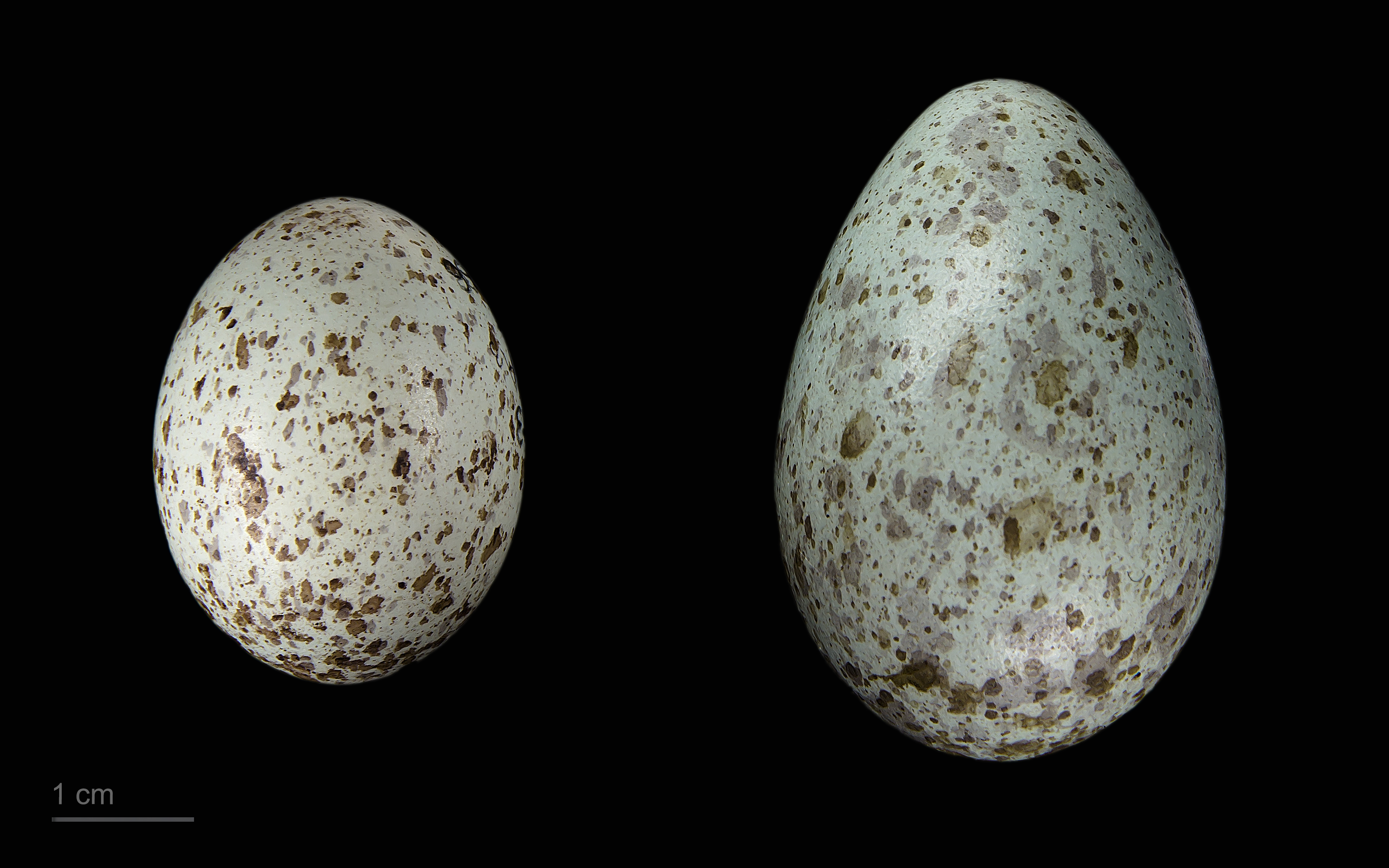
Clamator glandarius + Corvus albus

Corvus albus là một loài chim trong họ Corvidae.

## Phân bố và môi trường sống
Loài này là thành viên chim cgaay Phi phân bố rộng của chi Corvus, xuất hiện từ Châu Phi Hạ Sahara, đặc biệt là Senegal, Sudan, Somalia và Eritrea xuống Mũi Hảo Vọng và trên hòn đảo lớn Madagascar, các đảo Comoros, Aldabra đảo Assumption, Cosmoledo, Astove, Zanzibar, Pemba và Fernando Po. Mặc dù loài này vẫn là mơ hồ ở phía bắc Sahara, nhưng một trường hợp sinh sản và một số cá thể sống lâu ngày đã được quan sát trong vài năm qua ở Morocco. Nó sinh sống chủ yếu trong vùng nông thôn thưa cây cối với các làng mạc và thị trấn ở gần đó. Nó không xuất hiện trong khu vực rừng mưa nhiệt đới ở xích đạo. Nó hiếm khi được nhìn thấy rất xa nơi cư trú của con người, mặc dù nó không gắn liền với lối sống đô thị như quạ nhà (Corvus splendens) của Châu Á, và có thể gặp xa nơi cư trú của con người như ở Eritrea.

## Hình ảnh

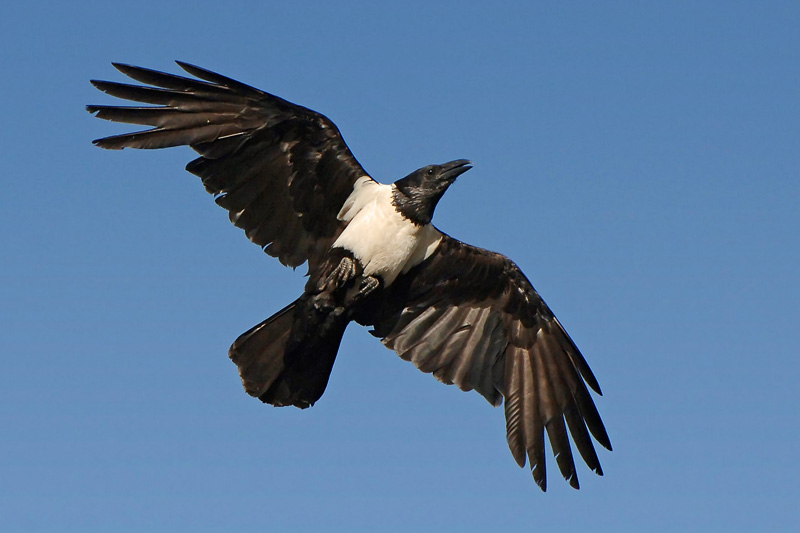
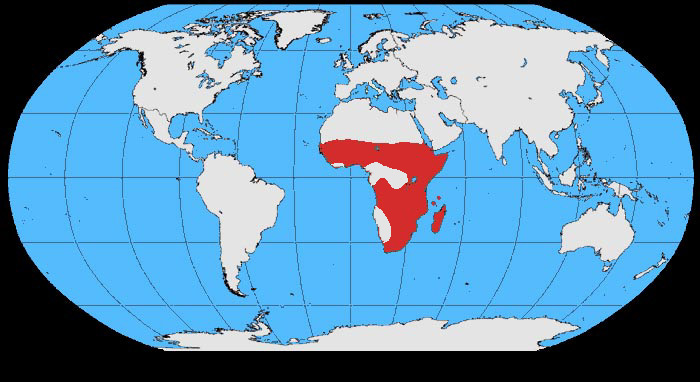
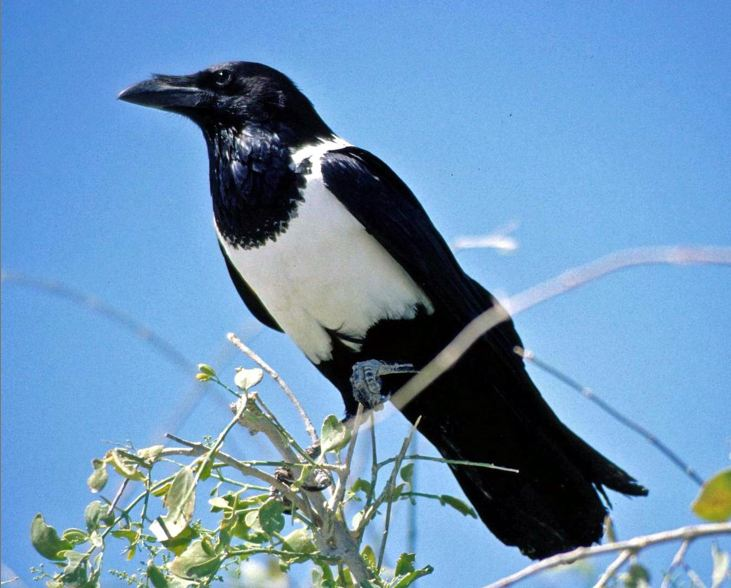
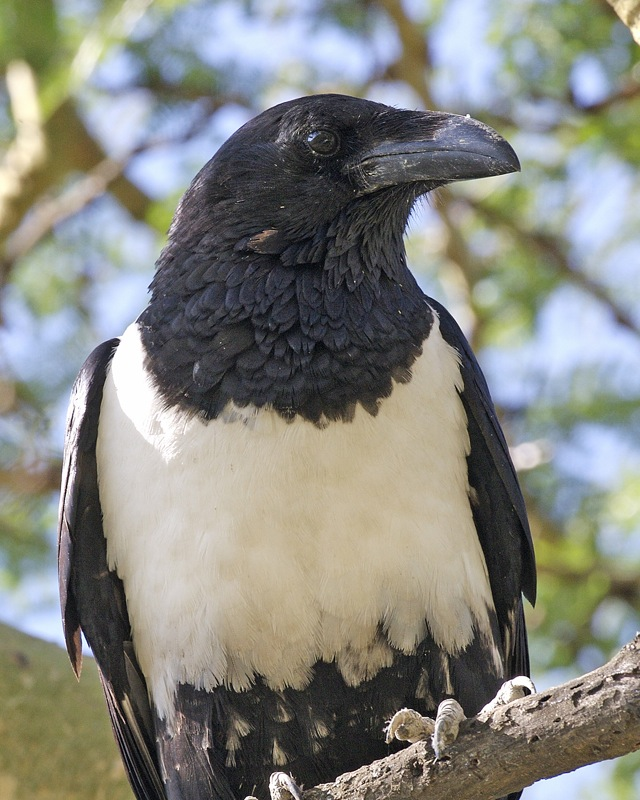
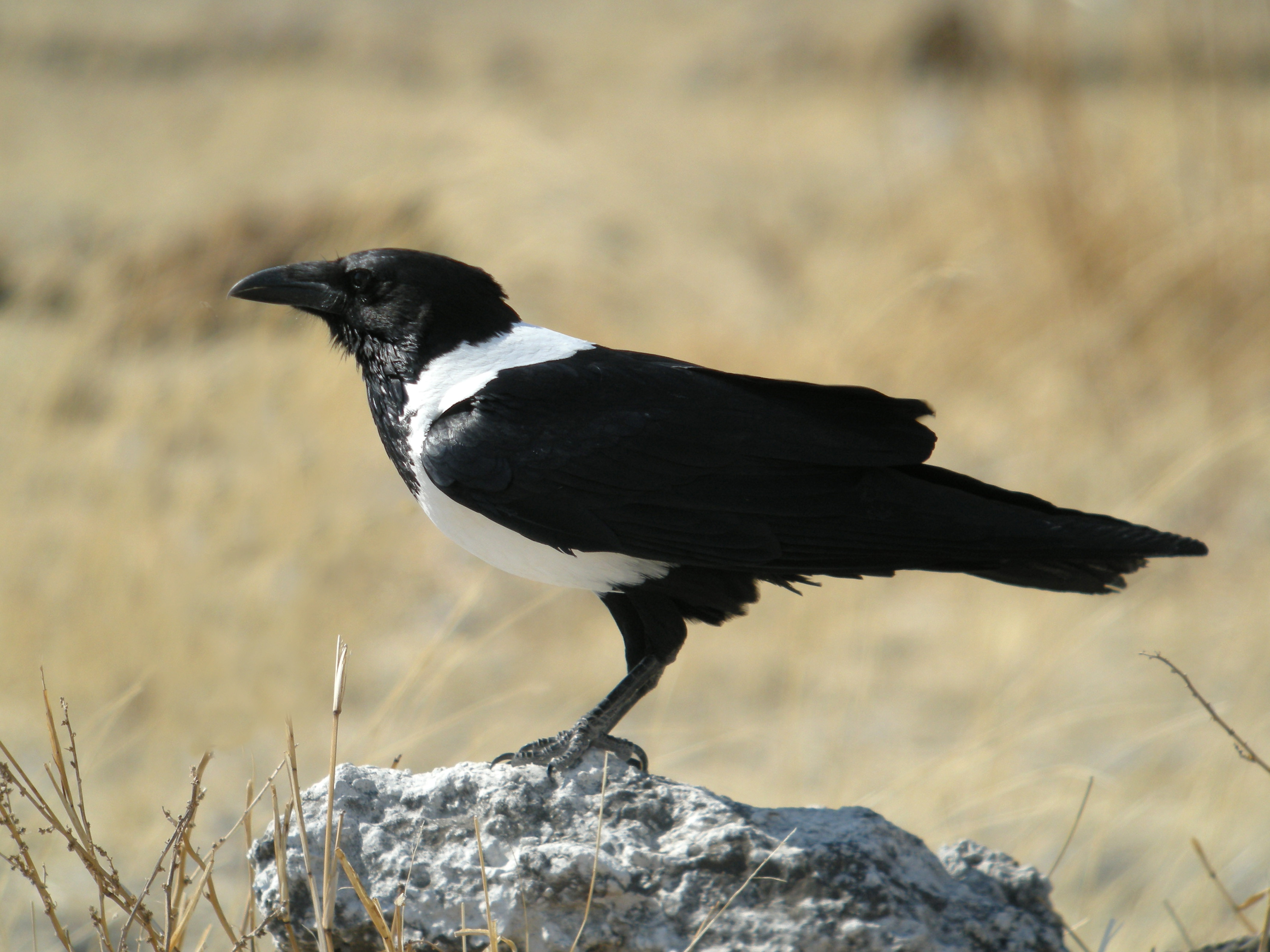